# Golf Club Mergelhof
Golf Club Mergelhof is een Belgische golfclub in de provincie Luik.
De golfbaan ligt in Gemmenich vlak bij Nederland en Duitsland. Het terrein was tot 1991 een landbouwbedrijf en werd in de periode tot 1997 door golfbaanarchitect Burno Steensels omgebouwd eerst tot een 9-holes golfbaan, later uitgebreid tot een 18 holesbaan. Er is ook een 9-holes par-3 baan, waar mensen zonder handicap op mogen spelen.